# Castro Valley (BART)
Castro Valley is een metrostation in de Amerikaanse plaats Castro Valley (Californië). De bouw van het station werd op 30 juli 1993 gegund en op 10 mei 1997 werden het station en de Dublin/Pleasanton-Daly City Line geopend.